# Lathrolestes albicinctus
Lathrolestes albicinctus är en stekelart som först beskrevs av Heinrich Habermehl 1922.
Lathrolestes albicinctus ingår i släktet Lathrolestes och familjen brokparasitsteklar. Inga underarter finns listade i Catalogue of Life.